# Smart Code
Smart Code(スマートコード)は、ジェーシービーが提供するQR・バーコード決済の決済スキーム。JCBと契約した加盟店は、Smart Codeに加盟するQR・バーコード決済をまとめて導入することができる。

## 仕様
利用客がスマートフォンやタブレットでバーコードを表示し、加盟店のJET-S端末のバーコードリーダーまたはPOSレジで読み取り、情報処理センターを通して各決済事業者に利用可否を問い合わせ、決済が完了する。
GMOペイメントゲートウェイの『銀行Pay』と相互乗り入れしている。

## 加盟する決済事業者
以下に記載したサービスには、一部非接触型決済を提供するものもあるが、ここではQR・バーコード決済のみについてのものとする。
2024年5月基準
| サービス名称       | 提供事業者                |
| ------------------ | ------------------------- |
| atone              | ネットプロテクションズ    |
| ANA Pay            | 全日本空輸                |
| au PAY             | KDDI                      |
| EPOS Pay           | エポスカード              |
| ギフティプレモPlus | JCB                       |
| 銀行Pay            | GMOペイメントゲートウェイ |
| K PLUS             | カシコン銀行              |
| JAL Pay            | JAL ペイメント・ポート    |
| BNPJ Pay           | 3PLATZ                    |
| FamiPay            | ファミマデジタルワン      |
| pring              | pring                     |
| Payどん            | 鹿児島銀行                |
| みきゃんアプリ     | デジタルテクノロジー四国  |
| MyJCB Pay          | JCB                       |
| メルペイ           | メルペイ                  |
| LINE Pay           | LINE Pay                  |
| Lu Vit Pay         | バローホールディングス    |
| OKI Pay            | 沖縄銀行                  |
| こいPay            | 広島銀行                  |
| はまPay            | 横浜銀行                  |
| ほくほくPay        | 北海道銀行                |
| ほくほくPay        | 北陸銀行                  |
| ゆうちょPay        | ゆうちょ銀行              |
| YOKA! Pay          | 熊本銀行                  |
| YOKA! Pay          | 十八親和銀行              |
| YOKA! Pay          | 福岡銀行                  |

## 主な加盟店

### コンビニエンスストア
- 生活彩家
- ポプラ (コンビニエンスストア)
- ローソン
- ファミリーマート
- セブン-イレブン　※FamiPayは利用不可

### ドラッグストア
- アルカ
- カワチ薬品
- 杏林堂
- キリン堂
- サーバ
- サッポロドラッグストアー
- スギヤマ薬品
- 千葉薬品

### スーパーマーケット・ホームセンター
- Qマート
- 西條
- 島忠
- ジョイフルエーケー
- 東急ストア
- ベストホーム

### 百貨店・ショッピングセンター
- 近鉄百貨店
- グランベリーパーク
- 京王モール
- ジョイナス
- ダイナシティ (ショッピングセンター)
- ノクティプラザ
- モアーズシティ横須賀
- 4丁目プラザ
- ル・トロワ

### 空港
- 長崎空港
- 函館空港
- 東京国際空港

### ホテル
- SHIROYAMA HOTEL kagoshima
- 星野リゾート
- リッチモンドホテルズ